# Betje Wolff
Betje Wolff (Elizabeth Wolff-Bekker, Vlissingen, 24 juli 1738 – Den Haag, 5 november 1804) was een Nederlands schrijfster, vooral bekend van haar samen met Aagje Deken geschreven briefromans.

## Levensloop
Betje Bekker werd geboren in een gegoede calvinistische familie. Ze had een onstuimig karakter en vrijzinnige ideeën. Haar moeder had ze al jong verloren en haar vader was haar opvoeder.
Toen ze nog maar pas zeventien jaar was, nam ze de benen met haar 24-jarige geliefde Matthijs Gargon. Ze hielden zich een maandlang verborgen. Na terugkomst in Vlissingen werden Bekker en Gargon door de gereformeerde kerkenraad onder censuur gesteld. In mei 1756 wordt ze weer door de kerk in genade aangenomen.
Ze trouwde op 18 november 1759 met de 52-jarige dominee en weduwnaar Adriaan Wolff uit de Beemster. Zijn enige dochter uit zijn eerste huwelijk ging meteen het huis uit. Het nieuwe echtpaar bleef kinderloos.
In 1763 debuteerde zij met de bundel Bespiegelingen over het genoegen. In 1777, na de dood van haar echtgenoot, ging Wolff samenwonen met Aagje Deken en begonnen zij gezamenlijk te publiceren. In 1778 verhuisden Wolff en Deken naar De Rijp Rechtestraat 36 en later naar Rechtestraat 40, waar een gevelsteen geplaatst is met de tekst "Hier woonden Elisabeth Wolff-Bekker en Agatha Deken in 1780-1781'. Na het krijgen van een erfenis in 1782 door Aagje Deken vestigden ze zich in Beverwijk aan de Peperstraat 17. Ze werkten daar in het tuinhuis 'Lommerlust' aan hun boeken. Hun grootste successen waren de briefromans De Historie van mejuffrouw Sara Burgerhart (1782) en Historie van den heer Willem Leevend (1784-1785).
Met de publicatie van het boek De zaak der negerslaven, en der inwooneren van Guinéa in 1790 leverde Betje Wolff een belangrijke bijdrage aan het beginnende antislavernijdebat in Nederland. Het boek was een vertaling van La cause des esclavs negres uit 1789 van de Zwitserse abolitionist Benjamin-Sigismond Frossard met wiens ideeën zij in Parijs in aanraking kwam.

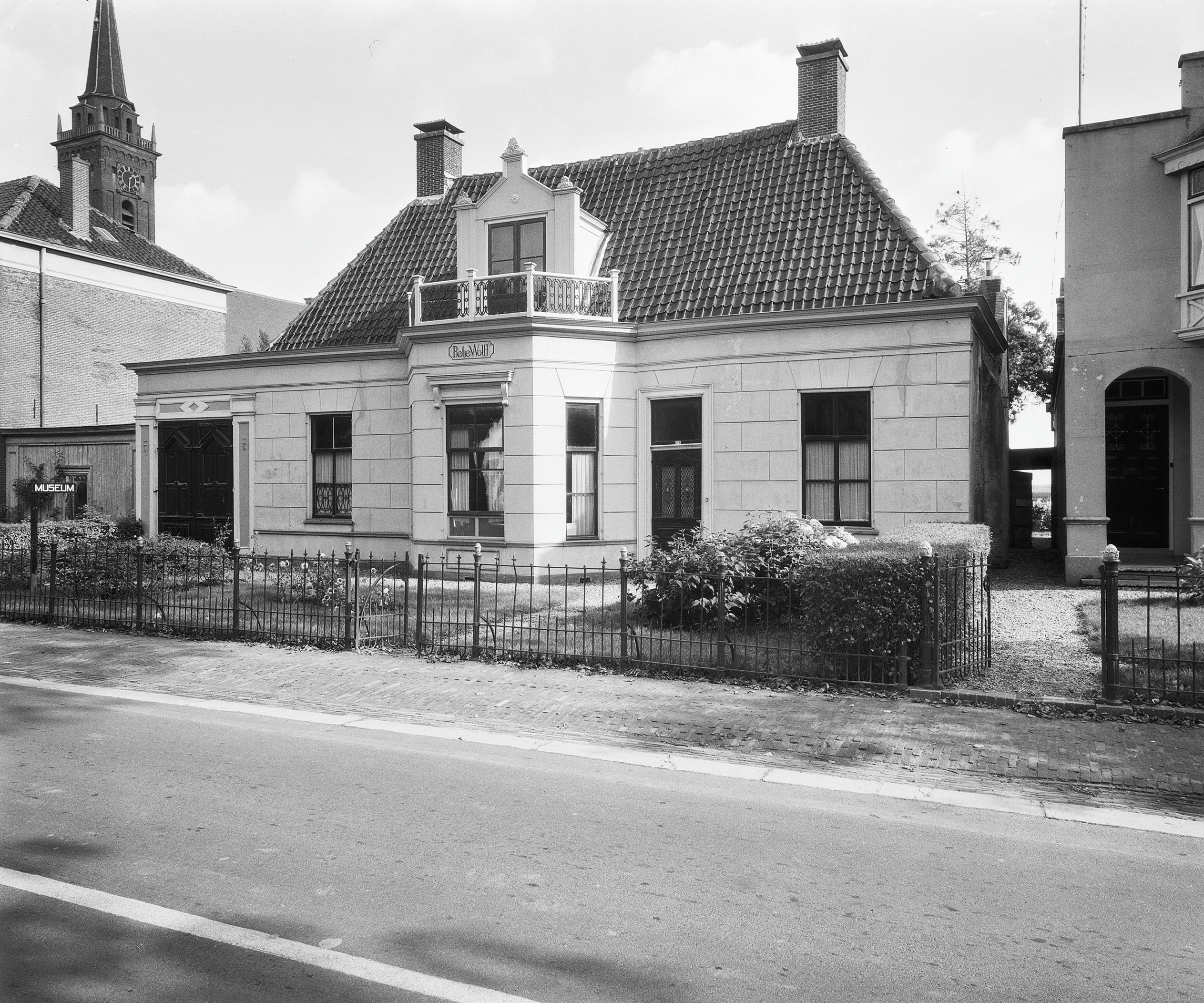
Museum Betje Wolff te Middenbeemster

## Emigratie
Vanwege hun patriottische sympathieën verhuisden Wolff en Deken in 1788 naar Trévoux bij Lyon in het departement Ain (regio Auvergne-Rhône-Alpes). In 1789 verscheen Wandelingen door Bourgogne. Tussen 1793 en 1796 schreven ze aan Historie van Mejuffrouw Cornelia Wildschut, of De gevolgen van de opvoeding, een roman in 6 delen. Door financiële nood moesten zij in 1797 terugkeren naar Holland, waar ze in Den Haag gingen wonen. Wolff stierf daar op 5 november 1804 op 66-jarige leeftijd aan de gevolgen van uitgezaaide kanker; negen dagen later stierf ook Aagje Deken. Beide vrouwen liggen in hetzelfde graf op de begraafplaats Ter Navolging in Scheveningen.

## Bibliografie

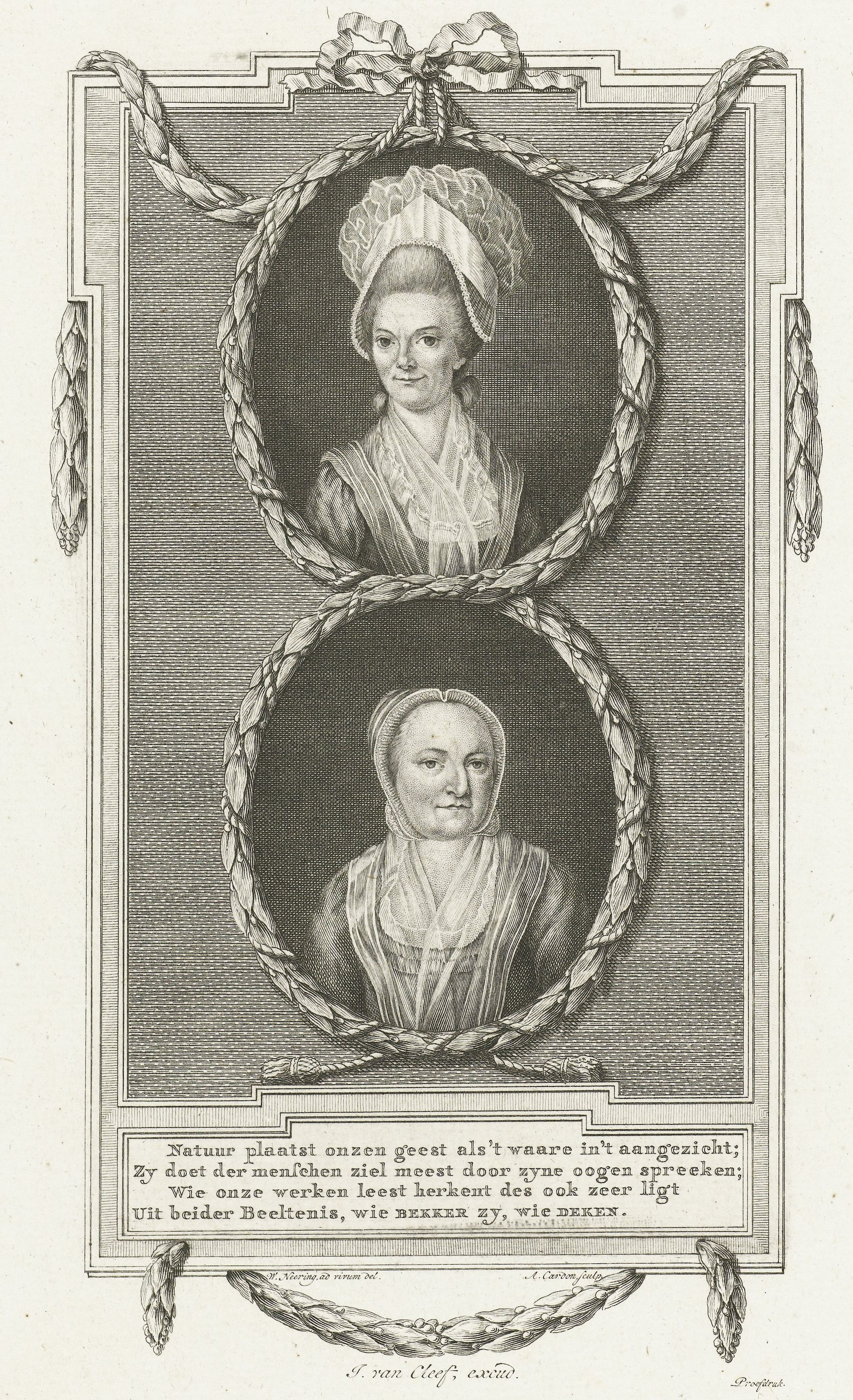
Betje Wolff en Aagje Deken

### Eigen publicaties

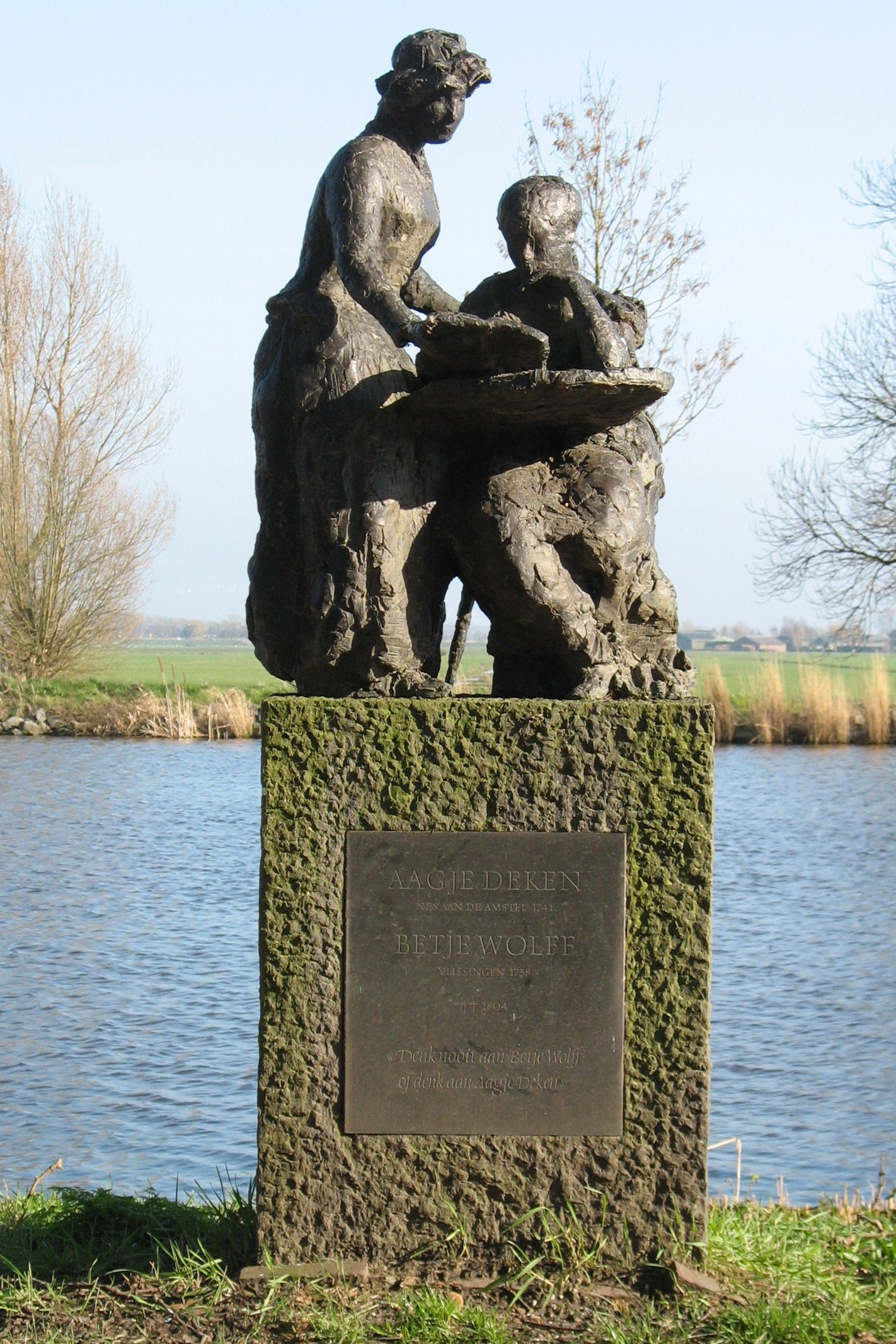
Aagje en Betje in Nes aan de Amstel 1969 Hans Bayens

- 1763 - Bespiegelingen over het genoegen, dichtmatig voorgesteld[a]
- 1765 - Bespiegelingen over den staat der rechtheid, dichtmatig voorgesteld.[b] Bevat tevens: Bespiegelingen over den val; Bespiegelingen over den gevallen mensch ...; Ter na-gedachtenisse van ... A. van der Mieden ...; Gedachten over de dichtkunde
- 1765 - Eenzame nacht gedachten, over den slaap en den dood[c]
- 1766 - Een nieuw scheepslied, gemaakt ter eere zyner doorluchtige hoogheid onzen dierbaaren erf-stadhouder, Willem den Vyfden, Prince van Oranje, ... By gelegenheid van hoogstdeszelfs installatie als heer van Vlissingen. Den 30. Mei 1766[d]
- 1769 - Walcheren, in vier gezangen[e]
- 1769 - De Nederlandsche vrijheid aan der Corsen generaal Pascal Paoli[f]
- 1772 - Aan den schranderen zamensteller van het vaers den tytel voerende, De menuet en de dominees pruik[g]
- 1772 - De onveranderlyke Santhorstsche geloofsbelydenis. In rym gebragt door eene zuster der Santhorstsche gemeente.[h] Bevat ook: De menuet en de dominees pruik; Vergeefsche raad
- 1772 - Lier- veld- en mengel-zangen.[i] Bevat o.m. uit het Engels van Alexander Pope: De ontroofde hairlok
- 1772 - Zedenzang, aan de menschenliefde, by het verbranden des Amsteldamschen schouwburgs. Op den XIden van bloeimaand, MDCCLXXII[j]
- 1773 - Jacoba van Beieren aan Frank van Borsselen.[k] Met doorlopende paginering volgt: Groete aan Willem de Vyfden
- 1774 - Aan mynen geest: hekeldicht. Hier agter is gevoegd: De morgengroet der vriendschap[l]
- 1775 - Arnold Geesteranus aan Maria van Reigersbergen, echtgenoote van Mr. Hugo de Groot[m]
- 1776 - Brieven van Constantia Paulina Dortsma, oudste dochter van wylen den heere Paulus Dortsma, geschreeven aan haare nigt Scriblera van Utrecht. Uitgegeeven en met een ophelderende voorreede vermeerderd door mr. Paulus Dortsma, secundus[n]

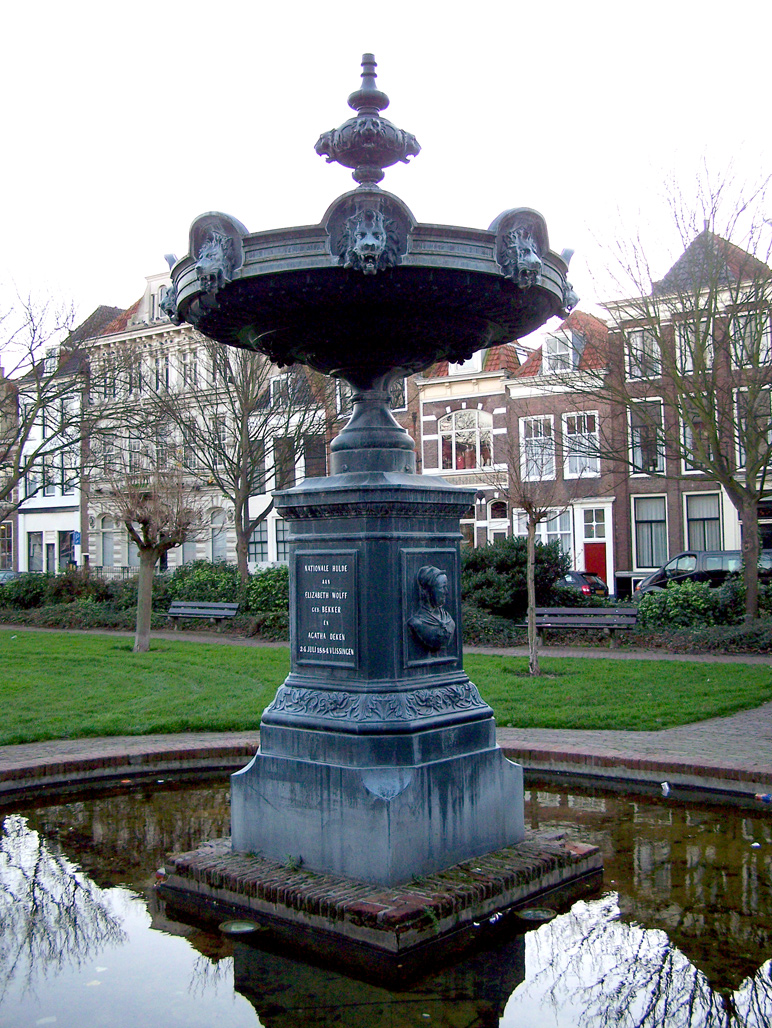
Fontein Vlissingen Bellamypark 1884

- 1778 - Beemster-winter-buitenleven, Twee brieven[o]
- 1779 - Proeve over de opvoeding, aan de Nederlandsche moeders[p]
- 1783 - Het nut der vooroordeelen; door de gebroederen Godowardus en Egbertus Wysneus; met ophelderende aanmerkingen verrykt, door de juffrouwen Wysneus, halve zusters der schryveren[q]
- 1784 - De Natuur is mijne zanggodin, dichtstuk[r]
- 1785-1786 - Mengel-poëzy[s][t][u] (drie delen)
- 1786 - Aan de Vaderlandsche burgers[v]
- 1786 - Vrĳheid blĳheid: vaderlandsch dichtstuk[w]
- 1787 - Aan de Amsteldamsche burgers. Op den zesentwintigsten february. MDCCLXXXVII[x][4]

### Vertalingen

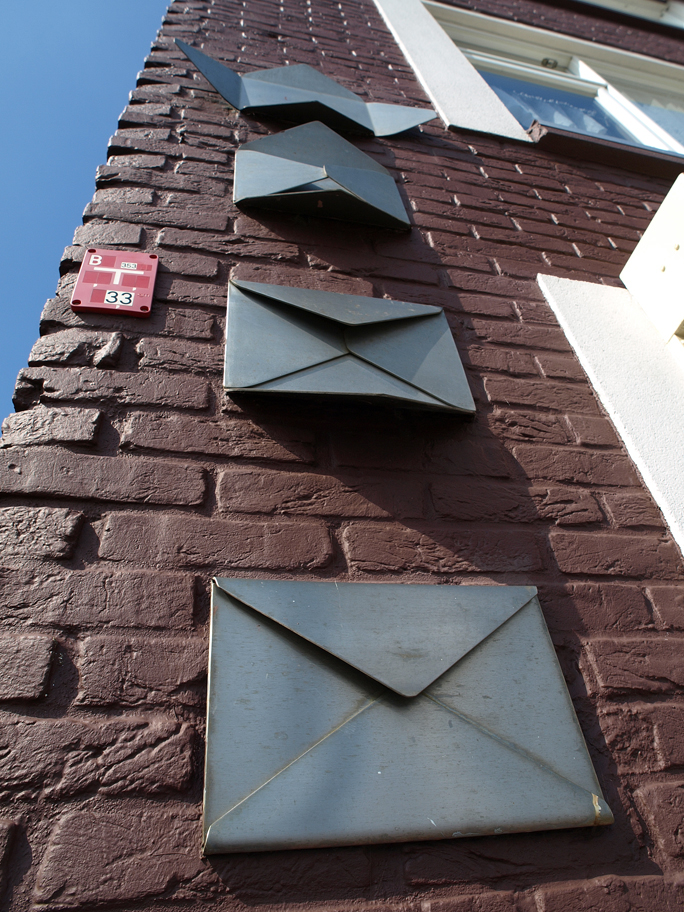
Vlissingen 'Briefwisseling Betje en Aagje' 1983 Jan Haas

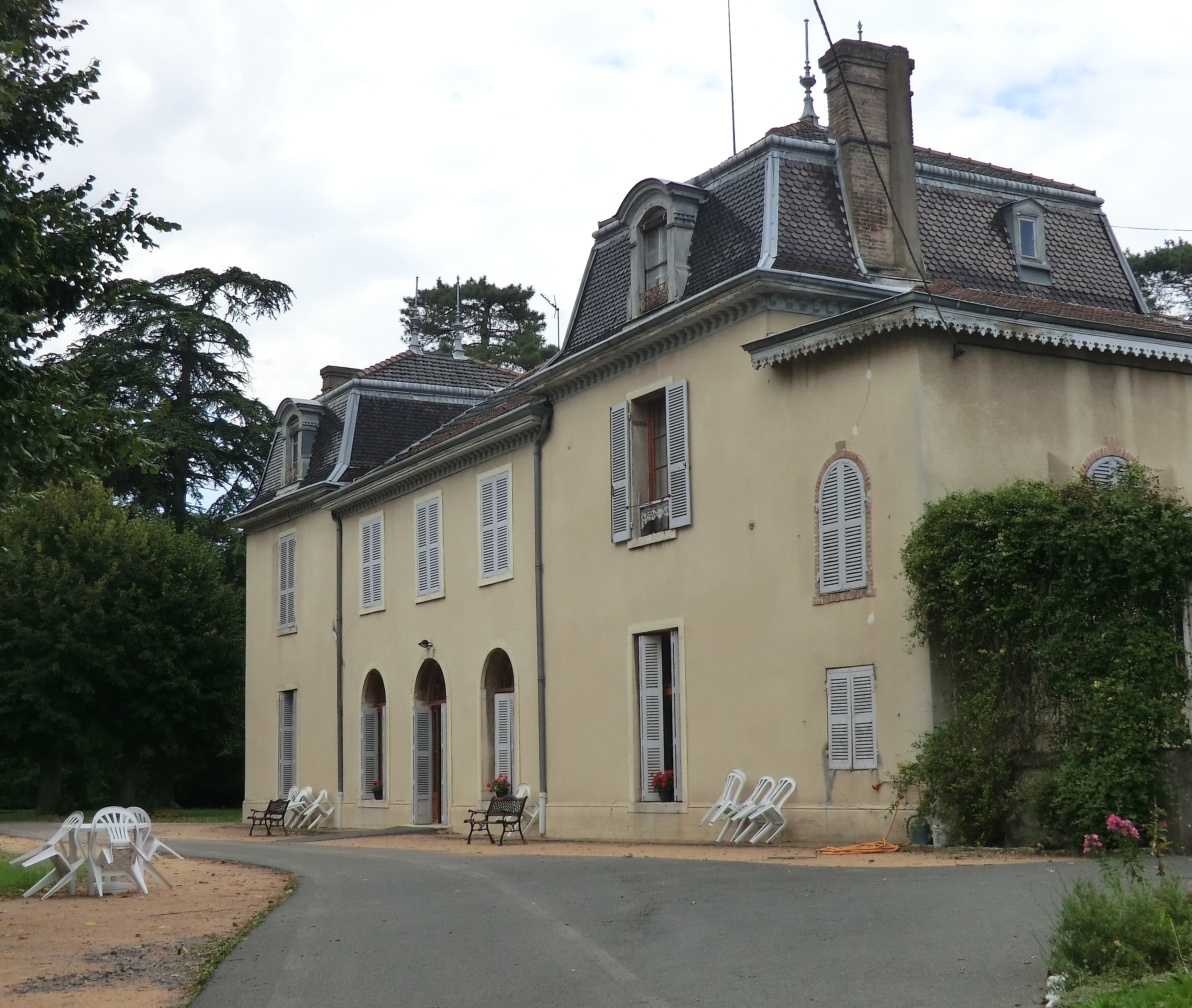
Landhuis in het dorp Corcelles bij Trévoux waar Betje en Aagje woonden

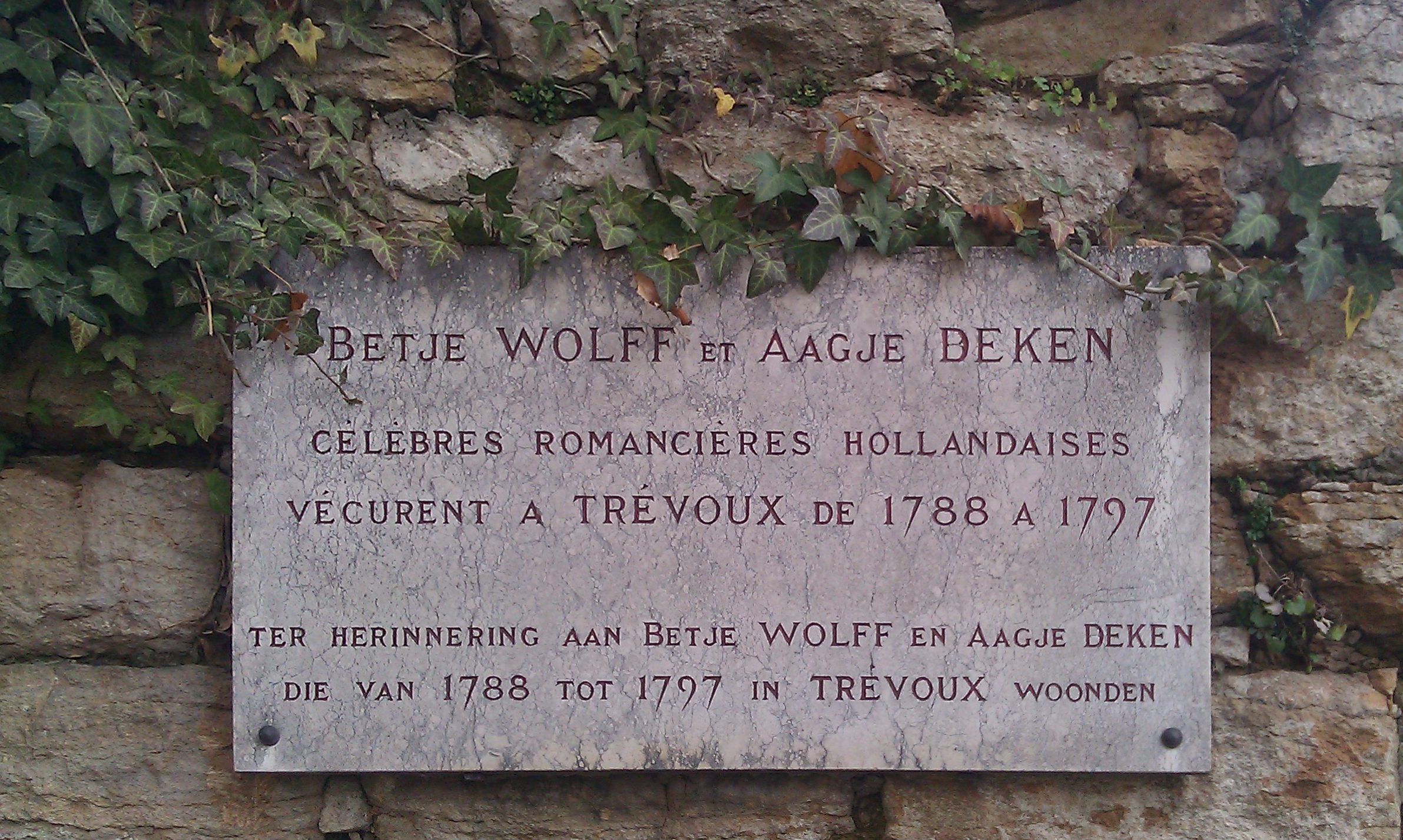
Plaquette in Trévoux

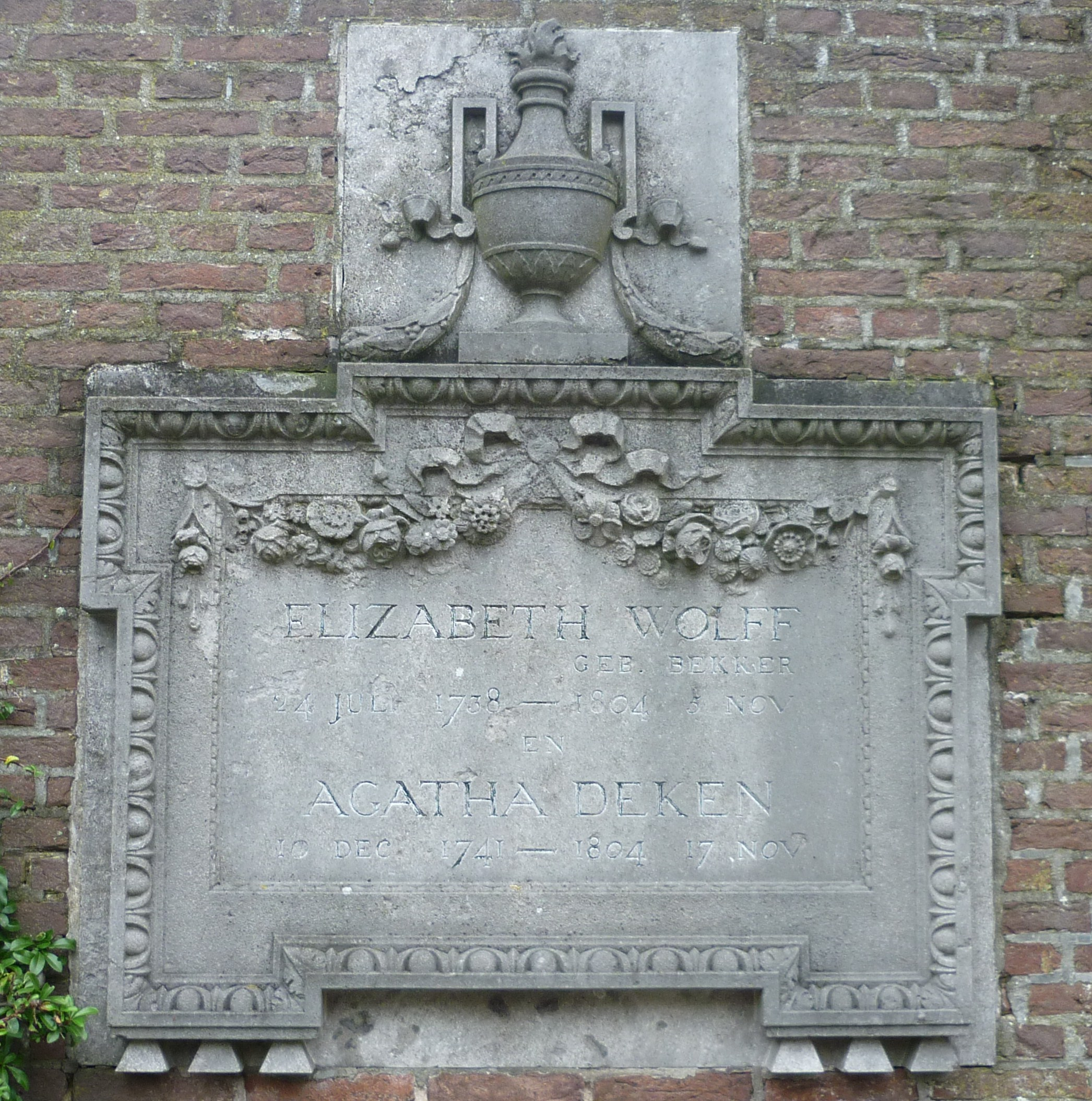
Grafsteen op begraafplaats Ter Navolging te Scheveningen

- 1764 - Robert Blair, Gedachten over het graf[y], uit het Engelsch ['The grave']
- 1765 - J. d'Oxenstirn, [Johan Thuresson Oxenstierna], Gedachten over verscheide onderwerpen[z], uit het Fransch ['Pensées sur divers sujets']
- 1770 - William Craig, Het leeven van Jezus Christus[aa], uit het Engelsch ['An essay on the life of Christ']
- 1772 - Alexander Pope, De ontroofde hairlok, uit het Engelsch ['The rape of the lock'] (Voor gedigitaliseerde versie zie: Eigen publicaties: Lier- veld- en mengelzangen)
- 1773 - de heere de Maupertuis Zedekundige verhandeling over het geluk[ab], uit het Fransch [Essai de philosophie morale]
- 1774 - Denis Diderot, De natuurlyke zoon, of de beproevingen van de deugd. Tooneelspel, in vijf bedrijven en in onrijm : met een getrouw verhaal van het geval[ac], uit het Fransch vertaald [Le fils naturel ou Les épreuves de la vertu]
- 1775 - Destouches, [Philippe Néricault Destouches], De jongeling op de proef, Blyspel, in vyf bedryven en in onrym[ad], uit het Fransch [Le Jeune homme à l'épreuve, comédie en 5 actes, en prose]
- 1779 - J.G Raff, [Georg Christian Raff], Aardrykskunde voor kinderen[ae][af], uit het Hoogduitsch, ['Naturgeschichte für Kinder']
- 1782-1783 - Mevrouw de gravin de Genlis [Félicité de Genlis], Adele en Theodoor, of brieven over de opvoeding[ag][ah][ai], uit het Fransch, [Adèle et Théodore ou Lettres sur l'éducation contenant tous les principes relatifs à l’éducation des Princes, des jeunes personnes et des hommes] (drie delen)
- 1783 Alexander Pope, Proeve over den mensch, zedelyke proeven, en oordeelkunde[aj], uit het Engelsch, [Essay on man]
- 1784 anoniem, Vrouw Snaversnel: volksliedje, op eene aangenaame wys: gevolgd naar de Engelsche ballade, The wanton wive of Bath; benevens, De menuet en dominees pruik[ak], uit het Engelsch[5]
- 1784-1786 - Mevrouwe De Genlis. Avondtydverkortingen van het kasteel of Zedelyke verhaalen ten dienste van de jeugd[al][am][an][ao] uit het Fransch, (vier delen) [Les veillées du château, ou Cours de morale à l'usage des enfants]
- 1786-1788 - Mevrouw De Genlis, Het schouwtooneel voor jongelieden[ap][aq][ar][as], uit het Fransch, [Théâtre à l'usage des jeunes personnes] (vier delen)
- 1787 - [Louise markiezin van Epinay], De gesprekken met Emilia[at][au], uit het Fransch, (twee delen) [Les conservations d Emilie]
- 1790 - Benjamin Frossard, De zaak der negerslaven, en der inwooneren van Guinéa; ingeleverd bij het gerichtshof der rechtigheid, van de godsdienst, en der staatskunde[av] uit het Fransch, (twee delen) [La Cause des esclaves nègres et des habitans de la Guinnée, portée au tribunal de la justice, de la religion et de la politique]
- 1791 - Mme Beccary, De gevaaren van den laster: in eene briefwisseling tusschen Miss Fannij Springler, en haare vrienden[aw], [Mémoires de Fanny Spingler ou Les Dangers de la calomnie, Histoire Angloise]
- 1798-1799 - [Smollet][6], De geestelyke Don Quichot, of het zomer-reisje van Geoffroy Wildgoose[ax][ay][az] uit het Engelsch, (drie delen) [The spiritual Quixote]
- 1799 - Gedenkschriften van Hyppolite Clairon en aanmerkingen over de tooneelkunde, gevolgd door de Wĳsgeerige aanmerkingen over het treurspel van den beroemden Fontenelle[ba] [Mémoires d'Hyppolite Clairon et réflexions sur l'art dramatique publiés par elle-même]
- 1800 - Christoph Friedrich Nicolai, Vertrouwde brieven van Adelheid B** aan haare vriendin Julie S**[bb], uit het Hoogduitsch [Vertraute Briefe von Adelheid B** an ihre Freundin Julia S**]
- 1800 - Den schryver van Arundel [Richard Cumberland (1732-1811)], Henry, in vier deelen[bc][bd], uit het Engelsch
- 1800 - Mevrouw de Genlis, De kleine La Bruyère, of Karakters en zeden der kinderen onzes tijds : dit werk is opgesteld, om in de opvoeding van kinderen van twaalf of dertien gebruikt te worden, uitgenomen de tien laatste hoofddeelen, die geschikt zijn voor lieden van de groote waereld[be] uit het Fransch [Le petit La Bruyère, ou, Caractères et Moeurs des Enfans de ce Siècle]
- 1801-1802 - Mevrouw de Genlis, De twee moeders of De laster[bf][bg][bh], uit het Fransch, (drie delen), [Les mères rivales, ou La calomnie]
- 1804 - [Velt Weber][7] Herman von Unna en Ida, of Taferelen uit de geschiedenis der geheime gerechtshoven ten tyden der XIVde en XVde eeuw[bi][bj], uit het Hoogduitsch (twee delen) [Herrmann von Unna : eine Geschichte aus den Zeiten der Vehmgerichte]

### Publicaties met Aagje Deken
- 1777 - Brieven van Elizabeth Bekker, wed. Wolff, en Agatha Deken[bk]
- 1779 - Het nut der Vaderlandsche Maatschappye van Redery en Koophandel, opgerecht te Hoorn. Toegeëigend aan de heeren bestierders[bl]
- 1779 - Nederlands verpligting tot het handhaven der nuttige maatschappyen en genootschappen in ons vaderland. Inzonderheid haare betrekking hebbende op den oeconomischen tak en de Vaderlandsche Maatschappy te Hoorn[bm]
- 1780-1781 - Brieven over verscheiden onderwerpen[bn][bo][bp] (drie delen)
- 1781 - Onderwyzend gesprek, over het geloof en de zedenleer der Christenen; ook geschikt naar de bevatting van den gemeenen man, in negen-en-twintig lessen[bq]
- 1781 - Economische liedjes[br][bs][bt] (drie delen)
- 1782 - Twaalf leerredenen en eenige gebeden, ten gebruike van den gemeenen man[bu]
- 1782 - Historie van mejuffrouw Sara Burgerhart[bv][bw] (twee delen)
- 1784 - Fabelen[bx]
- 1784-1785 - Historie van den heer Willem Leevend[by][bz][ca][cb][cc][cd][ce][cf] (acht delen)
- 1787-1789 - Brieven van Abraham Blankaart[cg][ch][ci] (drie delen)
- 1789 - Wandelingen door Bourgogne[cj]
- 1793-1796 - Historie van mejuffrouw Cornelia Wildschut; of, De gevolgen der opvoeding[ck][cl][cm][cn][co][cp] (zes delen)
- 1798 - Gedichten en liedjens voor het vaderland; benevens eene aanspraak aan het Bataafsche Volk[cq]
- 1802 - Geschrift eener bejaarde vrouw[cr][cs] (twee delen)

## Varia
- Ter hunner nagedachtenis is een monument voor Betje Wolff en Aagje Deken met de tekst 'Nationale hulde aan Elisabeth Wolff geb. Bekker en Agatha Deken 24 juli 1884 Vlissingen' opgericht op de geboortedag van Betje en 80 jaar na hun overlijden.
- Sinds 1950 is het 'Museum Betje Wolff' gehuisvest in de voormalige pastorie van de Nederlands Hervormde kerk in Middenbeemster. De plek waar Betje Wolff met haar echtgenoot, predikant, gewoond heeft. Op zolder is haar werkkamer met haar boeken, welke zij 'Kipperust' noemde, gerestaureerd.[8]
- In 1969 is in Nes aan de Amstel (geboorteplek van Aagje) een beeld van Betje Wolff en Aagje Deken geplaatst met op het informatiebord de tekst 'Denk nooit aan Betje Wolff, of denk aan Aagje Deken'. Het beeld is gemaakt door Hans Bayens.
- In 1983 werd te Vlissingen aan de Nieuwendijk (woonplek van de familie Bekker) het kunstwerk 'Briefwisseling Betje Wolff en Aagje Deken' van Jan Haas opgehangen.
- Op 24 juli 1988 (haar 250ste geboortedag) werd voor het eerst en tegelijk voor het laatst de Betje Wolff Prijs uitgereikt in Middenbeemster aan de schrijfster Fleur Bourgogne. De prijs was bedoeld voor een schrijfster van werk getuigend van een onafhankelijke geest (Vrij Nederland Boekenbijlage, 2 juli 1988).
- In 1990 maakte beeldhouwster Ton Sondaar een plaquette van Betje Wolff, aanwezig in het Literatuurmuseum in de Nationale Schrijversgalerij.
- Over de voor haar moeilijke spelling van de Nederlandse taal schreef zij in 1772 in een brief aan Izaäk Sweers "Ofschoon noch Loosjes, noch vader (Noordkerk), noch Houttuin in staat zijn geweest mij te doen begrijpen wat taalregelen zijn en ik altoos iemand noodig heb, die hen in haar, d in t, t in d of dt veranderd."[9]
- In de ZB, de Bibliotheek van Zeeland in Middelburg, staat sinds 2017 een borstbeeld van Betje Wolff in het auditorium van de Bibliotheek, vervaardigd door Ans van den Bosch-van Dillen.